# Raymond Appert
Pour les articles homonymes, voir Appert.
Raymond Appert (Saint-Quentin, 10 octobre 1904 - Saint-Mandé, 17 avril 1973) est un résistant dans les FFL, général de brigade français et Compagnon de la Libération.

## Les années de formation
Raymond Paul Étienne Marie Appert nait le 10 octobre 1904 à Saint-Quentin dans l’Aisne. Il entre à Saint-Cyr en 1925, dans la promotion « Maroc et Syrie ».

## La Seconde Guerre mondiale: 1939-1945
- 17 juin 1940 : alors Capitaine et adjoint du général Legentilhomme à Djibouti, il envoie un télégramme au général Wavell, commandant en chef britannique, signifiant que « l'armée française à Djibouti n'accepte pas l'armistice »
- 2 août 1940 : il quitte la côte des Somalis avec le général Legentilhomme et le capitaine Essars pour atteindre Aden
- fin octobre 1940: il rallie les Forces françaises libres avec le général Legentilhomme à Khartoum où ce dernier prend le commandement des Forces françaises libres au Soudan et en Érythrée avec pour mission également de tenter de ramener les Somalis dans la guerre
- avril 1941, le commandant Appert est envoyé avec le lieutenant-colonel Diego Brosset et le capitaine Edmond Magendie au Somaliland pour prendre des contacts avec la Côte française des Somalis et récolter des renseignements. Il s’agit de savoir si le ralliement du territoire à la France libre est envisageable sans affrontement franco-français mais la mission échoue.
- juillet 1942 : Promu lieutenant-colonel, il est un des principaux artisans du ralliement de la côte française des Somalis en décembre 1942. Par son action tenace, il contribue grandement au ralliement de la majeure partie de la garnison
- 31 décembre 1942 : Nommé Compagnon de la Libération par le Général de Gaulle
- 1943 : Il organise ensuite en Afrique le régiment d’AEF et Somalie dont il prend le commandement.
- 21 avril 1945: Au sein de la Brigade Médoc, Raymond Appert s'empare des villages de Saint-Vivien et de Talais, menant son unité jusqu'au dernier réduit des défenses allemandes de la Pointe de Grave.

## Retour à la paix
- juin 1945: chef du cabinet militaire de l'amiral Thierry d’Argenlieu
- 1946 : Haut-commissaire en Indochine
- 1947 : Commandant du Régiment mixte du Cambodge
- 1958 : Promu Général de Brigade
- 1962 : Commandant supérieur des Troupes du Pacifique
- 17 avril 1973 : Raymond Appert décède à 68 ans à Saint-Mandé. Il est inhumé à Saint-Quentin dans l’Aisne.

## Décorations principales
- Grand officier de la Légion d'honneur
- Compagnon de la Libération (décret du 31 décembre 1942)
- Croix de guerre 1939–1945 (3 citations)
- Croix de guerre des Théâtres d'opérations extérieurs
- Ordre de l'Empire britannique à titre civil (Royaume-Uni)
- Officier de l'ordre de Léopold (Belgique)
- Croix de guerre (Belgique)
- Grand officier de l'Ordre de l'Étoile d'Anjouan (France)
- Commandeur de l'Ordre du Million d'Éléphants et du Parasol blanc
- Commandeur de l'ordre royal du Cambodge
- Commandeur de l'Étoile noire
- Chevalier de l'Ordre du Nichan el Anouar

## Source
1. ↑  Les informations concernant Raymond Appert viennent en partie de celles trouvées sur le site de l'Ordre de la Libération
2. ↑  Archives départementales de l'Aisne, commune de Saint-Quentin, année 1904, acte de naissance no 1064, avec mention marginale de décès sur la page suivante